# Silves

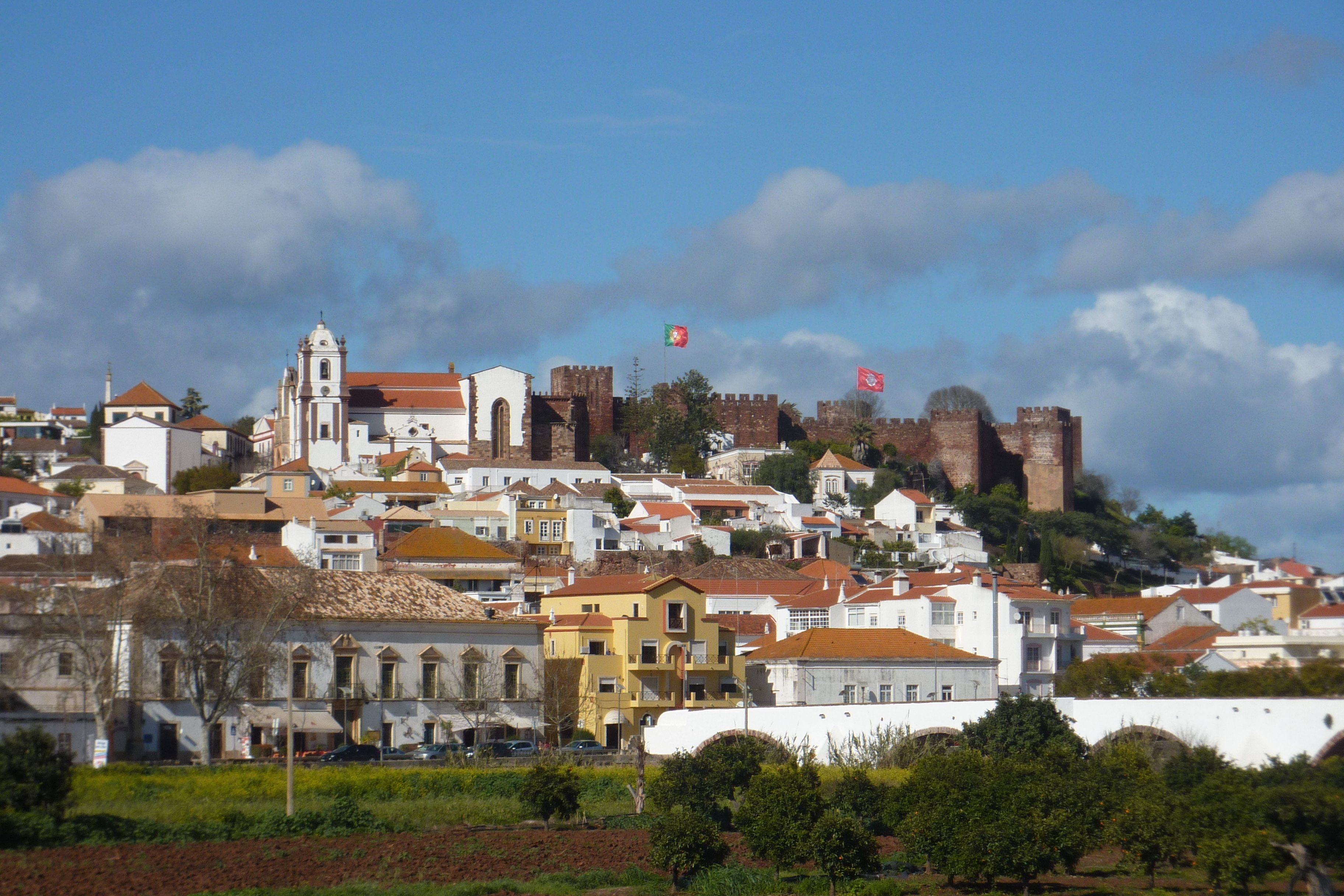
Stadt Silves mit Burg und Kathedrale

Silves ist eine Stadt in der Algarve in Portugal mit 10.661 Einwohnern (Stand 19. April 2021). Silves wurde am Rio Arade errichtet, den noch heute eine mittelalterliche Brücke überquert. Zeitweilig war Silves Residenz eines Emirats bzw. Sitz eines Bischofs.

## Geschichte

### Frühzeit
Neolithische Artefakte fanden sich in der Umgebung von Silves; auf dem Hügel der Stadt fanden sich Überreste aus der Kupferzeit. Diese sind bereits Relikte einer bäuerlichen Kultur, der auch die vier Menhire von Vilarinha im Nordosten zugeschrieben werden. Die Entstehung der Siedlung wird etwa auf 1000 v. Chr. datiert. Als älteste Stadt der Algarve war Silves spätestens im 4. Jahrhundert v. Chr. unter dem Namen Cilpes zunächst von den Phöniziern und den Karthagern besiedelt. Fernhandel bestimmte seit langem das Bild, denn auf dem Rocha Branca, einem Hügel unweit von Silves, fanden sich Produkte aus Griechenland, Phönizien und Karthago. Darüber hinaus ließen sich Münzen mit der Aufschrift „Cilpes“ in die Jahre 206 bis 40 v. Chr. datieren.

### Römer und Westgoten
Unter den Römern wuchs die Siedlung zu einer bedeutenden Stadt, obwohl sie keinen Hafen hatte, sondern am Rand der Serra de Monchique lag. Ob die Zisternen, Vorratsgruben und die Stadtmauer auf die römische Zeit zurückgehen, ist unklar. Ebenso unklar ist, ob die alte Brücke ein römischer oder westgotischer Bau, oder ob sie noch jüngeren Datums ist. Mehrere Inschriften, dazu Keramik und das Straßennetz stammen in jedem Falle aus römischer Zeit. Ende des 5. Jahrhunderts fiel die Algarve an das Westgotenreich. Sie fiel auch während der Expansionsphase unter Kaiser Justinian I., im Gegensatz zu Südspanien, nicht an das Oströmische Reich.

### Berber und Araber, Umayyaden (713–1031)
Unter den arabischen Namen as-Shilb oder Xelb wurde Silves 713 Teil des Umayyaden-Kalifats und wechselte mit der iberischen Halbinsel nach 756 von den Abbasiden, die in Damaskus die Macht übernommen hatten, zum von dort geflohenen Umayyaden Abd ar-Rahman I. Dieser gründete das Emirat von Córdoba, aus welchem im Jahr 929 das Kalifat von Córdoba hervorging. Dieses zerfiel 1031 in zahlreiche kleine Königsherrschaften (taifas); Silves wurde drei Mal von christlichen Heeren erobert und fiel 1242/46 endgültig an Portugal. Gegen Ende der muslimischen Epoche im Jahr 1189 schätzt man die Einwohnerzahl von Silves auf etwa 15.000. Dem Geographen al-Idrisi zufolge soll in Silves im 12. Jahrhundert die Mehrheit der Einwohner jemenitisch-arabischer Abstammung gewesen sein.
Aus dem 9. bis 12. Jahrhundert stammt das aus rotem Sandstein erbaute Castelo dos Mouros („Maurenburg“), eine Kasbah, die mit ihren bis zu 60 m tiefen Zisternen (aljibes) etwa 12.000 m² einnimmt. Die große nördliche, rechteckige Zisterne mit einem Kuppelgewölbe, das auf Säulen ruht, versorgte einen erheblichen Teil der Stadt mit Wasser. Bei der südlichen Cisterna dos Cães („Zisterne der Hunde“) handelt es sich um einen Brunnen, wie sich aus der archäologischen Untersuchung maurischer Schöpfeimer ergibt, die freigelegt wurden.
Erstmals in den Quellen erschien die Stadt 845, als sich der Diplomat und Dichter Yaḥyā ibn Ḥakam al-Bakrī al-Ġazāl am Arade einschiffte, um als Gesandter Abd ar-Rahmans II. zu den Normannen zu reisen, die kurz zuvor in der Region geplündert hatten. Er sollte, folgt man seiner eigenen Beschreibung, einen Friedensvertrag abschließen. Mit dem Prinzen Muladi Bakr ben Yahya, einem spanischen Christen, der zum Islam konvertiert war, entstand eine Kanzlei; ein Hof residierte in der Stadt sowie eine Armee. Der muslimische Teil der iberischen Halbinsel, al-Andalus, zerfiel ab 1031 in eine Vielzahl von Teilreichen, die Taifas. Dieser Zerfall der Omayyadenherrschaft brachte Silves ein hohes Maß an Unabhängigkeit.

### Taifa

Taifa von Silves, 1037

Unter der Herrschaft von Ibn Mosain wurde Silves ab 1027 längere Zeit Hauptstadt eines maurischen Taifa-Emirats. Der bekannte Dichter al-Mu'tamid ibn 'Abbad, Sohn des Emirs Abbad II. al-Mu'tadid von Sevilla, regierte die Taifa von Silves bis 1091. Seit dem Jahr 1069 war er auch Herrscher in Sevilla.
Im Jahr 1053 eroberten die Truppen des al-Mu'tadid unter dem Kommando seines Sohnes al-Mu'tamid die Stadt. Der erst zwölfjährige Prinz wurde zum Wālī der Algarve mit der Hauptstadt Silves erhoben. Berühmtester Dichter und Freund des Fürsten war Muhammad ibn Ammar, der aus der Gegend von Silves stammte. Doch diese Herrschaft wurde zeitweilig unterbrochen, denn die Banu Muzain dominierten die Stadt. Nach langer Belagerung konnte al-Mu'tadid die Stadt 1063 zurückerobern. Als er starb, überließ er seinem Sohn die Herrschaft über Sevilla, dieser wiederum seinem Dichterfreund die Stadt Silves. Auf Ibn Ammar folgte wiederum ein Sohn des nunmehrigen Herrn von Sevilla, al-Mut'azz. Diese Jahrzehnte gelten als die Phase der größten Entfaltung islamischer Kultur in Silves.

### Almoraviden, Muriden, unabhängige Herrschaft
Als die berberisch-stämmigen Almoraviden ab dem Jahr 1091 die kleinen Herrschaften, darunter auch die von Sevilla und Silves ablösten, brachten sie ihre eigenen Baumeister und Gelehrten mit, vor allem aber neue politische und militärische Kraft. Erst gegen Ende ihrer Herrschaft gelang es im Jahr 1142 erstmals einer christlichen Armee unter Führung des Gouverneurs von Toledo, Rodrigo Fernandez, Silves für einige Jahre zu besetzen. Dabei soll er 10.000 Gefangene verschleppt haben.
Nach der Rückeroberung (reconquista) erreichte um 1145 die religiöse und politische Bewegung der Muriden auf, die auf Ibn Qasi zurückging. Ibn Al-Mundhir, der Herr von Silves, hing ebenfalls dieser mystischen Bewegung an, die das Erscheinen eines Mahdi erwartete. Diese Periode dominierten Herrscher wie Ibn Al-Mundhir, Ibn-Qasi und der letzte maurische König, den die Portugiesen „Aben Afan“ nannten. Sie waren mit den Almohaden, nachdem Ibn-Qasi den Muriden hatte weichen müssen, zurückgekehrt. Als es zu Aufständen in Afrika gegen die Almohaden kam, weigerte sich Ibn-Qasi, diese zu unterstützen. Als die siegreichen Almohaden zurückkehrten, verband sich Ibn-Qasi mit deren christlichem Gegner, Alfons I., dem Herrn von Coimbra. Gegen diese Kehrtwende erhob sich eine Gruppe von Verschwörern, die Ibn-Qasi im Jahr 1151 ermordeten. Zunächst beherrschte Ibn al-Mundhir die Stadt, doch wurde er von Ibn Wazir aus Silves vertrieben. Von dort aus beherrschte er zum Jahr 1157 auch Beja und Évora.

### Almohaden, christliche Angriffe

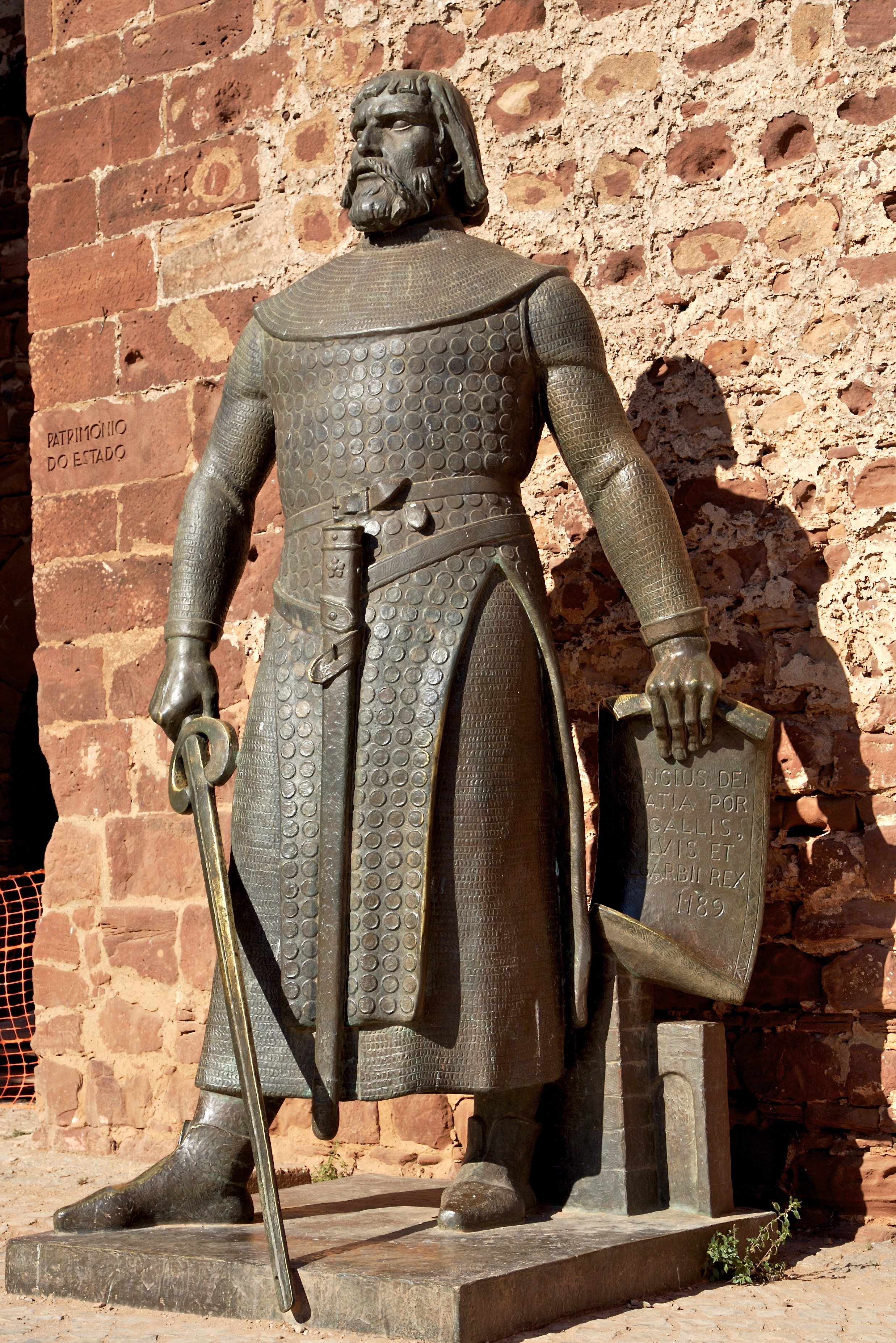
Statue König Sanchos I. vor der Burg

Im Jahr 1157 gelang es den Almohaden, Ibn al-Mundhir zu besiegen und ihm seine Herrschaft zu entreißen. Sie errichteten verstärkte Befestigungsanlagen und die Wehrtürme der Burg. Ähnlich wie zuvor die Almoraviden, errichteten sie eine zentralistische und religiös wenig tolerante Herrschaft. Gleichzeitig prosperierte Silves, es entstanden oder vergrößerten sich zwei Vorstädte. Die Stadtanlage umfasste insgesamt 83 ha, wie Grabungen in den 1990er Jahren erweisen konnten, und bot etwa 6.000 Einwohnern Platz.
Am 3. September 1189 wurde Silves nach längerer Belagerung von einem Kreuzfahrerheer, an dem sich Deutsche, Engländer und Flamen beteiligt hatten, unter dem portugiesischen König Sancho I. erneut eingenommen und geplündert. Seine Bronzestatue steht heute am Eingang der Burg. Er nannte sich nach dem Sieg „König von Portugal, von Silves und Algarve“, später „König von Portugal und Algarve“. Nach dem Zeugnis eines Kreuzritters war Silves durch die Burg besser befestigt und durch eine Reihe von Moscheen schöner als Lissabon. Der Flame Dom Nicolas wurde erster Bischof der Stadt.
Doch die portugiesische Herrschaft dauerte nur bis 1191. Die Almohaden eroberten die Stadt erneut zurück. Ein Gedenkstein im archäologischen Museum (Museu Municipal de Arqueologia) erinnert an die abermalige Verstärkung der Befestigungsanlagen und daran, wie die Almohaden insgesamt versuchten, der Stadt politisch und wirtschaftlich Möglichkeiten zu geben, sich von den Kriegsschäden zu erholen. Über die harten Belastungen und die Folgen der hohen Abgaben und Leistungen beschwerte sich die Dichterin, die unter dem Namen Xilibia bekannt wurde, weil sie aus Silves stammte.

### Letzte muslimische Herrschaft
Als das Almohadenreich im Jahr 1230 zusammenbrach, errichtete Ibn Mafot (von den Portugiesen „Aben Afan“ genannt) um Silves ein letztes Mal eine unabhängige muslimische Herrschaft. Nach ihm wurde der Turm namens Torre de Aben Afan benannt.

### Archäologische Funde aus muslimischer Zeit

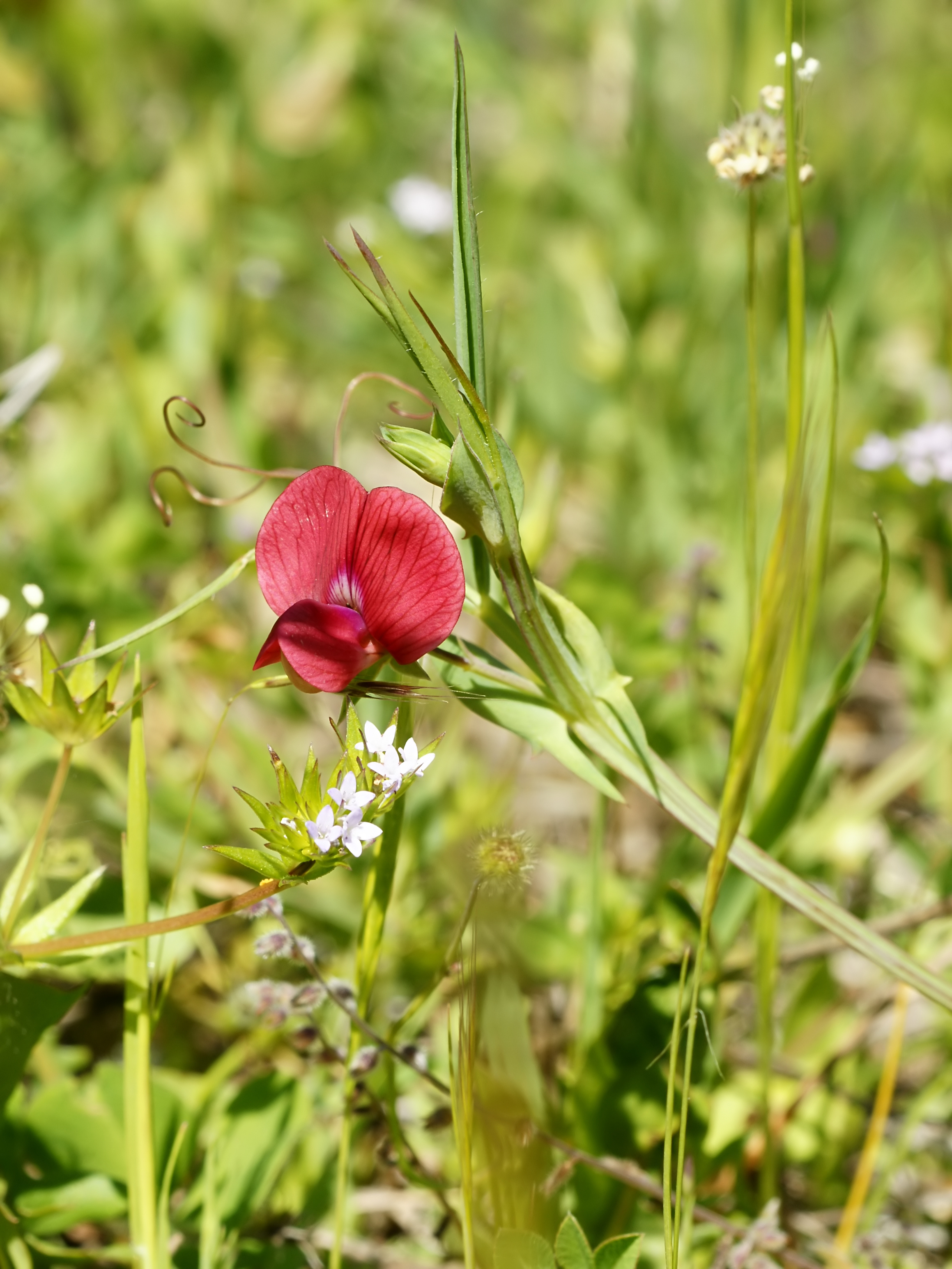
Blüte der duftenden Platterbse, eines wichtigen Grundnahrungsmittels

Das städtische Museum für Archäologie entstand über einem Brunnen, der über eine Treppe zugänglich war. Darüber hinaus ließ sich die Ausdehnung der Stadt mit ihren Vorstädten, sowie die Lage wichtiger Institutionen, wie etwa Moscheen feststellen. Des Weiteren zeigte sich, dass die Nahrungsgewohnheiten stark von späteren abwichen. So gehörte etwa die Duftende Platterbse (Lathyrus cicera) zu den Grundnahrungsmitteln, Ziegen stellten mehr als 40 % der Fleischversorgung. Wenig überraschend war hingegen das vollständige Fehlen von Schweinefleisch. Spiele, die der Koran gleichfalls diskreditiert, fanden sich hingegen – trotz bekannter Verbote – zu Hunderten. Bei den Meeresfrüchten dominierten Muscheln und Herzmuscheln, die 44 bzw. knapp 37 % der Funde stellen, während Austern mit knapp 3 % weit dahinter rangierten. Beim Fisch herrschte mit über 22 % Anteil die Goldbrasse vor, gefolgt von Meerbrassen (14,3 %) und Gemeinen Meerbrassen (12,2 %). Brassen stellten also fast die Hälfte des Fischbedarfs.
Bei der Keramik lassen sich zwei Traditionen unterscheiden. Die erste setzte im 10. Jahrhundert ein und geht wohl auf die südspanische Palaststadt Madīnat az-zahrāʾ zurück, die andere eher auf tunesische Einflüsse, insbesondere aus Kairuan. Ersterer Stil erschien im 10. Jahrhundert in den Werkstätten von Silves, um im 11. Jahrhundert massenhaft hergestellt zu werden. Die Verwendung von Mangan und eine grünliche Farbe auf hellem Grund verbindet den älteren mit dem jüngeren Stil, wobei der jüngere stärker stilisierte Motive bevorzugte. Große Gefäße mit ausgeprägten Dekorationen wurden nur in Hafenstädten entdeckt, was auf den Gebrauch als Fernhandelsgut hinweist. Mit Stempeln bearbeitete Trinkwasser-Vorratsgefäße, die oftmals von erheblicher Größe waren, besaßen Holzgriffe und Auflageflächen für Ständer, um das Eingießen bzw. Tragen zu erleichtern. Sie sind kennzeichnend für die islamische Keramik. Sie trugen über Verzierungen hinaus häufig einzelne Worte, wie As-tawfiq (Erfolg, göttliche Hilfe) oder Adaá (Ruhe). Gestempelte Wassergefäße erschienen mit den Almohaden.
Metallgegenstände aus dieser Phase waren in ganz Südportugal bis in die 80er Jahre selten, doch gerade in Silves und in Mértola fanden sich zahlreiche Werkzeuge, Schmuck, aber auch chirurgische Instrumente, wie Zangen, Nadeln, Skalpelle. Die Glasproduktion aus der römischen Zeit war nie abgerissen, doch wurde sie seltener und die filigranen Produkte waren nur den höheren Schichten zugänglich. Dabei zeigten sich technische Kontinuitäten, die bis in die Bronzezeit zurückreichen.
Als im Jahr 2001 eine städtische Bibliothek errichtet werden sollte, fand man bei den dazu notwendigen Aushubarbeiten Reste von Mauern und einen Eckturm, dazu Mauern von Wohnhäusern einer Vorstadt, die spätestens seit dem 10. Jahrhundert bestanden hatte, und von der nichts bekannt war. Im 11. Jahrhundert befanden sich wahrscheinlich zahlreiche Gerbereien in diesem Quartier südöstlich der Madina, der Altstadt. In der Almoravidenzeit wurde die Mauer erheblich verstärkt und erreichte eine Dicke von 1 bis 1,8 m. Gleichzeitig entstand zusätzlich zur Vorstadt im Südosten eine weitere im Westen, in der sich Reste eines Minaretts und damit wohl einer eigenen Moschee nachweisen ließen. Schließlich fanden sich Überreste eines Wasserleitungs- und Brunnensystems. Dieses System wurde offenbar nach der christlichen Eroberung von 1189 aufgegeben und mit Abfällen verfüllt, die heute von größter archäologischer Bedeutung sind. Auch erkannten die Verteidiger der Stadt, dass die Vorstadtmauern einer Belagerung nicht lange standhalten konnten, und gaben die Festungswerke auf.
Mit der endgültigen christlichen Eroberung (um 1248) verließen viele muslimische Familien die Stadt, die westliche Vorstadt wurde zum maurischen Quartier. Die östliche Vorstadt wurde nach und nach aufgegeben.

### Königreich Portugal
Dom Paio Peres Correia und der Santiago-Ritterorden beendeten die Maurenherrschaft im Auftrag von König Sancho II. endgültig zwischen 1242 und 1246. Diese Eroberung war Teil einer Kampagne, die im Jahr 1249 die Eroberung der Algarve mit der Einnahme von Faro abschloss. Die Burg wurde als Residenz und Verwaltungssitz des Gouverneurs, die Türme als Gefängnis genutzt. Zwischen 1250 und 1267 stritten Portugal und Kastilien um die Algarve, der kastilische König Alfons X. ernannte sogar einen Bischof für Silves, wohingegen Portugal einen eigenen erhob. Doch einigten sich die iberischen Mächte unter Vermittlung des Papstes auf einen Vertrag. Kastilien verzichtete im Jahr 1267 endgültig auf seine Rechte an der Algarve. Dom Bartolomeo, möglicherweise von Kastilien ernannt, in jedem Falle aber von Portugal als Bischof anerkannt, wurde zugleich Berater, Kaplan und Leibarzt des portugiesischen Königs Alfons III. Unter dem Baumeister Domingos Johannes († 1279 oder 1280) begann der Bau der Kathedrale.
Silves erhielt im Jahr 1266 von Alfons III. Stadtrechte verliehen. Elf Jahre später veranlasste er seinen Schatzmeister in Silves, die königlichen Güter zu gleichen Teilen an Christen und an Muslime zu verpachten, ähnlich wie er schon im Jahr 1269 die Stadtrechte auch auf die Muslime ausgedehnt hatte. Vom 1. bis 4. April 1282 hielt sich Dom Dinis in Silves auf, aus dieser Zeit sind mehrere Diplome überliefert. 1316 ließ Dinis durch seinen Rentmeister in Silves die Burg von Alvor errichten.
Álvaro Pais, Bischof von Silves und Verfechter der Vorherrschaft des Papstes über die weltlichen Herrscher, wurde von König Alfons IV. zur Flucht gezwungen. Zugleich verlegte der König die Militärverwaltung von Silves nach Lagos. Die portugiesischen Entdeckungen wurden von einem der Bischöfe von Silves, von Rodrigo II., erheblich gefördert. 1447 verlor er ein aus seinen Mitteln ausgerüstetes Schiff vor Guinea. Heinrich der Seefahrer war Verwalter des Burgvermögens von Silves.

### Kurze Erholung, Erbgut der Königinnen

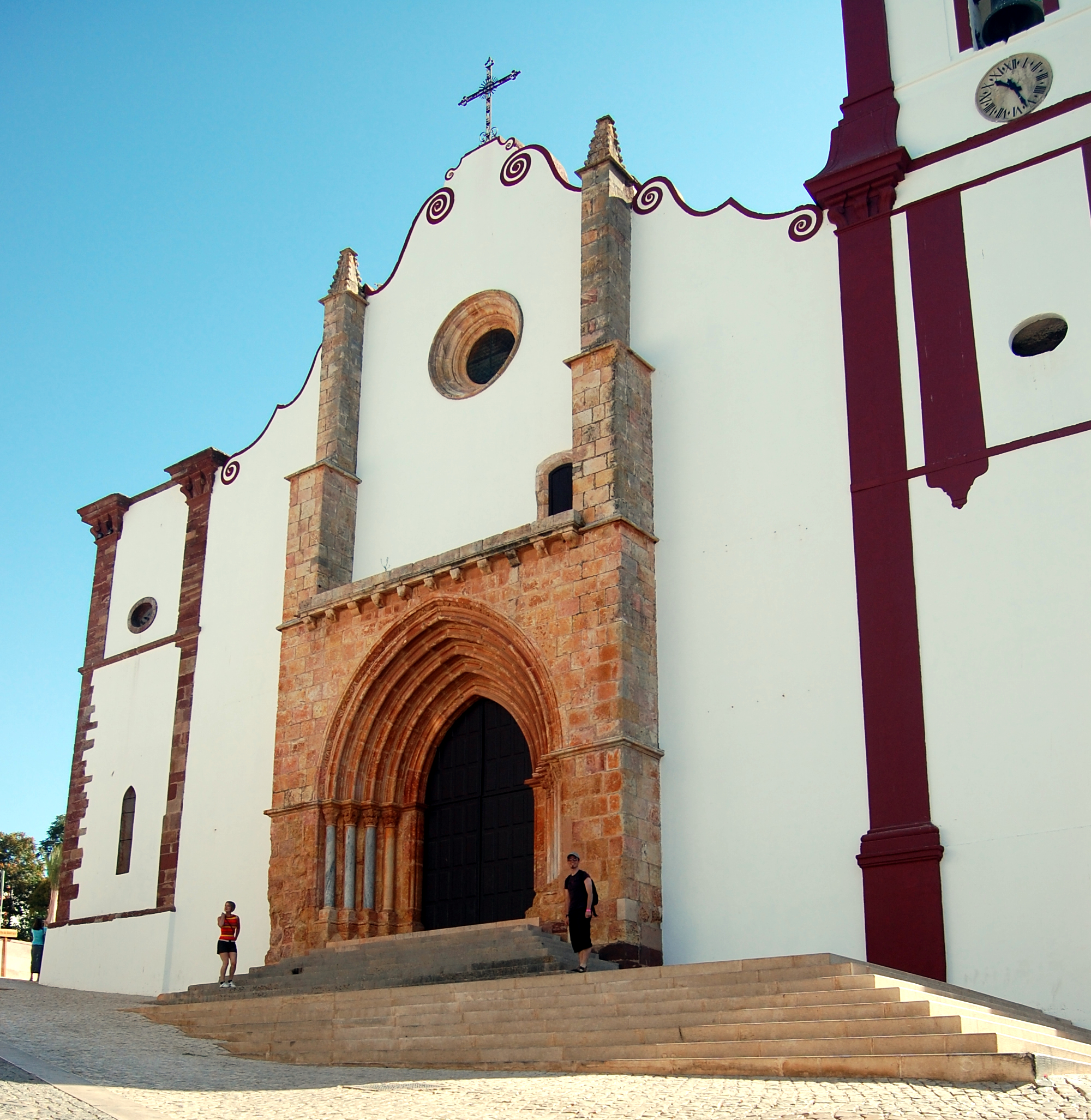
Kathedrale von Silves

Hatte Silves im 12. Jahrhundert etwa 15.000 Einwohner, so waren es im Jahr 1442 weniger als 1.000, die in 271 Haushalten gezählt wurden. Der Fluss war stark versandet, der Handel erreichte nur noch die lokalen Märkte, die Stadt verarmte und ein großer Teil der Bevölkerung, wenn er nicht den Kriegen zum Opfer gefallen war, war abgewandert. Die Kathedrale, schon 1444 eine Ruine, brach im Jahr 1458 zusammen. König Alfons V. ordnete den Wiederaufbau an, doch fiel die künstlerische Gestaltung äußerst sparsam aus.
Am 17. September 1471 landete die portugiesische Flotte nach der Eroberung afrikanischer Stützpunkte im Hafen von Silves, in Portimão. Am 18. September feierte Alfons V. den Sieg mit einer Feier in Silves. Ab etwa 1473 nahm die dortige Bevölkerung wieder zu, die Arbeiten an der Kathedrale und der Flussbrücke wurden abgeschlossen. Doch im Jahr 1476 wurde dem Wiederaufschwung dadurch der Boden entzogen, dass Portimão an einen Gefolgsmann des Königs verschenkt wurde.
Das Amt des Gouverneurs, das zunächst Vasco Eanes da Costa Corte Real ausübte, wurde seit Heinrich dem Seefahrer erblich innerhalb der Familie Moniz weitergegeben. Am 14. April 1491 übertrug João II. Silves und Faro an seine Frau Dona Leonor, bekannt als Eleonore von Portugal. Silves blieb im Besitz der Königinnen, die fortan ihre Distriktsbeamten einsetzten. Erst 1822 kam Silves (bis 1834) an die portugiesische Krone zurück. Als 1495 König João starb, wurde sein Leichnam zunächst in der Kathedrale von Silves beigesetzt, jedoch von seinem Nachfolger König Manuel I. an einen anderen Ort verbracht. Dessen Freund, der Bischof von Silves Dom Fernando Coutinho, erhielt vom König ein Dorf geschenkt, das dementsprechend Vila do Bispo heißt. Über eine Tochter des Bischofs ging das Amt des Gouverneurs dauerhaft an die Familie Perreira da Silva über.

### Erneuerung der Stadtrechte (1505), Fortgang des Bischofs
Im Jahr 1505 wurden die Stadtrechte erneut in einer königlichen Urkunde verbrieft, die sich heute im Stadtarchiv befindet. Nicht einmal 1000 Einwohner lebten im 16. Jahrhundert in den Ruinen der Stadt. Für ihren Niedergang war vor allem die Versandung des Arade verantwortlich. Der Bischofssitz, dessen bekanntester Inhaber im 14. Jahrhundert der franziskanische Theologe Alvarus Pelagius war, wurde 1577 nach Faro verlegt, nachdem diese Verlegung bereits 1539 beantragt worden war. Ihr hatten sich die Königin, die Domherren der Kathedrale und der Komtur von Mértola widersetzt. Doch damit war der Tiefpunkt noch nicht erreicht. Am Ende des 16. Jahrhunderts lag die Stadt weitgehend verlassen und in Ruinen. Nur noch 140 Haushalte wurden gezählt.

### Die spanische Zeit (1580 bis 1640)
Die wirtschaftlich ungünstige Lage vor allem des Hinterlands der Algarve, bedingt durch die Hinwendung zum Überseehandel und die Versandung der Flüsse, aber auch durch die Vorliebe der Bischöfe für die als gesunder geltenden Küstenorte, bewirkten einen starken Bevölkerungsrückgang in der Region. Durch Einsetzung von Richtern hofften die spanischen Könige, ein Minimum an staatlicher Ordnung und Kontrolle herstellen zu können. Alexandre Massay schlug 1618 dem spanischen Hof vor, in Silves eine Universität zu gründen, damit die Bewohner der Algarve nicht im fernen Coimbra oder Évora studieren müssten. Durch Heiratsschachzüge löste eine andere Grafenfamilie die bis dahin herrschenden Perreira da Silva als Stadtherren ab.

### Das Erdbeben von 1755, erneute Entvölkerung, Bürgerkrieg
Im Jahr 1734 hatte die Stadt wieder 1.949 Einwohner; ca. 21 Jahre später, unmittelbar vor dem großen Erdbeben, waren es 2.286. Das Beben zerstörte die Stadt so stark, dass angeblich nur 20 Häuser stehen blieben. In der Kathedrale wurden 14 Bewohner erschlagen. Der Wiederaufbau der beinahe völlig verlassenen Stadt, deren verfallene Bauwerke als Steinbrüche genutzt wurden, zog sich über mehr als ein Jahrhundert hin. Dennoch beteiligten sich Männer aus Silves an der Vertreibung der Franzosen unter Napoleon, die im Jahr 1811 nach drei Versuchen die Eroberung aufgaben.
Der im Jahr 1820 beginnende offene Kampf zwischen den Liberalen, die eine konstitutionelle Monarchie forderten, und den Absolutisten führte mehrfach zur Eroberung von Silves. Da Napoleon seit 1815 entmachtet war, versuchten die Monarchien den Liberalismus auf der iberischen Halbinsel zu beseitigen. Frankreich gelang es, den Absolutisten gegen die Liberalen zum Sieg zu verhelfen, doch scheiterte dies in Portugal. Auch der Versuch von 1826, durch eine, wenn auch konservativere Verfassung als die von 1821, scheitert. König Peter IV., der sowohl Kaiser von Brasilien, als auch König von Portugal war, entschied sich schließlich für Brasilien und trat als portugiesischer Monarch im Jahr 1826 zurück. Sein Bruder Michael sollte als Regent in Portugal herrschen, doch strebte er die Königskrone an. Daraufhin bekriegten sich die beiden Brüder im Miguelistenkrieg, der in Portugal als guerra dos dois irmãos („Krieg der zwei Brüder“) bekannt ist. Er dauerte von 1832 bis 1834. Nachdem Michael ins Exil gegangen und Peter gestorben war, schien Frieden einkehren zu können, doch zerstritten sich nun die Links- und die Rechtsliberalen. Erstere wurden Setembristen genannt, letztere die Cartisten, also Befürworter der Verfassung von 1821 und der von 1826. Im Jahr 1836 setzten sich die Setembristen durch. Inzwischen wurde die Region so unruhig, dass man begann, die verfallenen Stadtmauern wieder aufzubauen. In den Jahren 1835 und 1837 wurden ganze Wälder niedergebrannt, um die bis 1839 kämpfenden Rebellen zu besiegen.

### Korkindustrie, Bevölkerungswachstum, Tourismus
Nach dem Sieg der Liberalen im Jahr 1839 soll die etwa 30 Jahre zuvor aus Spanien eingewanderte Maria dos Santos Garcia Blanco die bis dahin in Silves unbekannte Korkgewinnung eingeführt haben. Salvador Gomez Vilarinho machte mit diesem Produkt ein Vermögen, nachdem er die Korkindustrie in Form einer Fabrik in der Stadt begründet hatte, und obwohl Portugal im Jahr 1891 den Staatsbankrott erklären musste. Er setzte sich für soziale Belange ein und finanzierte dem 1775 gegründeten Hospital ein neues Gebäude. Seine Arbeiter gründeten einen eigenen Arbeiterverein. Vilarinhos Neffe wurde im Jahr 1903 zum Grafen von Silves erhoben; damals zählte Silves über 8.000 Einwohner. Der 1894 erbauten Korkfabrik folgte ein Arbeiterviertel, dazu ein Theater. Vilarinho war Anhänger der Progressisten, die für die Abschaffung der Monarchie eintrat, die Familie Mascarenhas hing den Erneuerern an; die beiden Parteien standen sich in den Wahlkämpfen regelmäßig gegenüber. Gregório Mascarenhas unterstützte die im Jahr 1910 ausgerufene Republik, obwohl er einer monarchistischen Familie entstammte. Die Republik ließ in Silves eine Industrie- und Handelsschule errichten.
Präsident der Câmara Municipal war João Vitorino Mealha, 1921 war er ein halbes Jahr lang Zivilgouverneur des Distrikts Faro, vertrat Silves politisch und war erster Direktor der Zeitung O Silvense.
Die Bevölkerungszahl lag im Jahr 1911 bei 4.674. Sie stagnierte lange auf diesem Niveau – so hatte Silves 1950 nur noch 4.361 Bewohner. Die Gemeinde Silves hatte zu dieser Zeit 10.237 Einwohner, 1960 nur noch 9.014, 1970 gar 8.420. Der Kreis hatte zu dieser Zeit nur noch 25.755 Einwohner. Als die Korkindustrie in eine Krise geriet, schrumpfte der Arbeitsmarkt rapide. Seit den 1980er Jahren erholt sich die Zahl langsam, der Tourismus spielt eine immer größere Rolle. Dabei spielt die lange Tradition und die Ergebnisse erfolgreicher Ausgrabungen, wie sie sich im archäologischen Museum der Stadt und in Konferenzen zur Geschichte der Stadt niederschlagen, eine erhebliche Rolle.

## Sehenswürdigkeiten

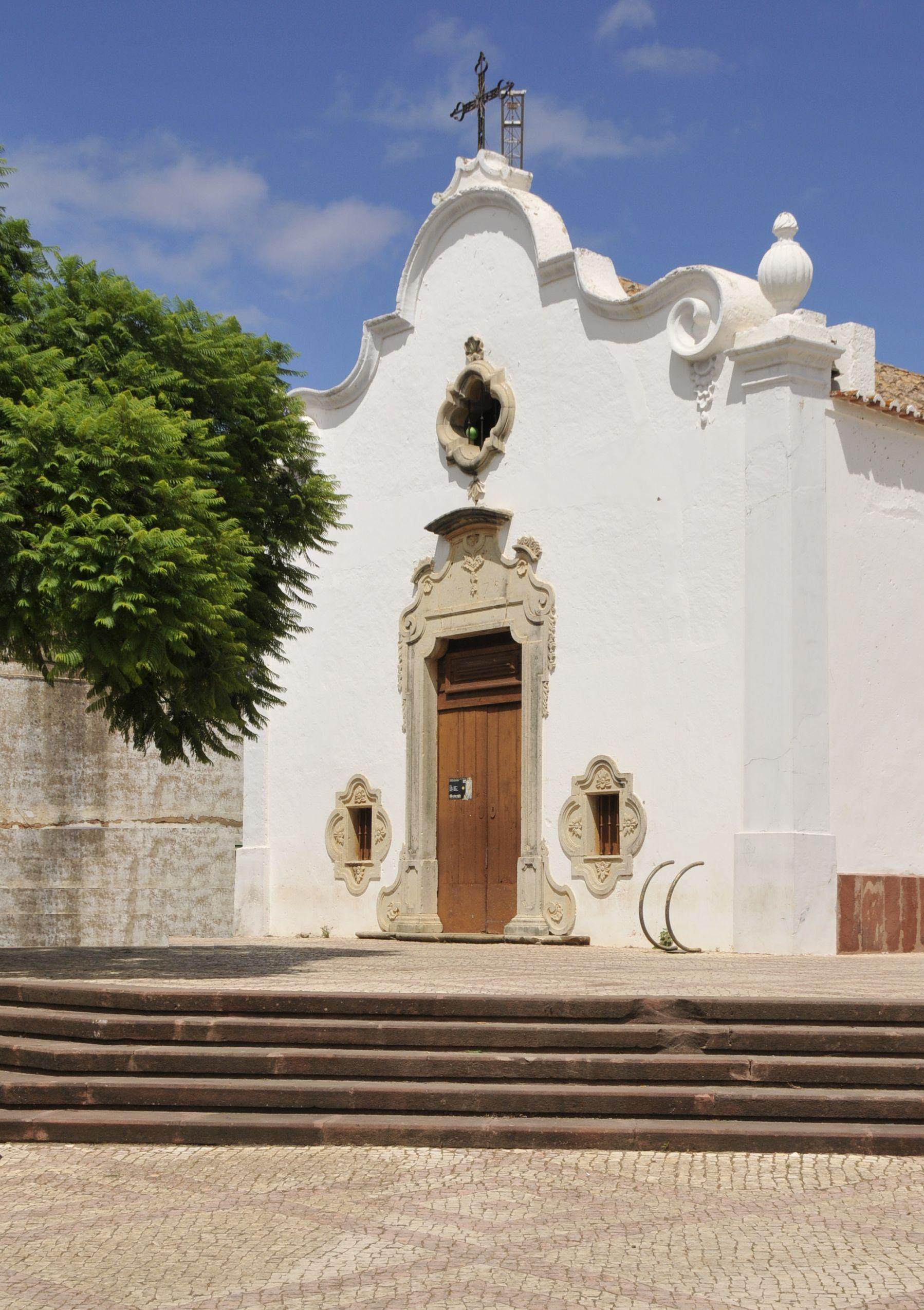
Kapelle „Nossa Senhora dos Mártires“

- Vor der Burg Castelo dos Mouros, das mit seinem roten Sandstein nicht nur das Wahrzeichen der Stadt, sondern den wichtigsten Anziehungspunkt darstellt, steht eine massive Bronzeplastik von König Sancho I. Ein Schacht führt in eine von den Römern und später von den Mauren ausgebeutete Kupfermine. Daneben sind die maurischen Zisternen, die von 4–7 m hohen Bögen umgeben sind und denen in Cáceres und Palästina ähneln, sehenswert. Die Porta de Loulé wurde als Teil der almohadischen Stadtmauer restauriert.
- Anstelle der früheren Moschee wurde im Jahr 1189 mit dem Bau der dreischiffigen Kathedrale Sé begonnen, deren Bau 1242 fortgeführt und durch das Erdbeben 1755 fast vollständig vernichtet wurde. Die Kathedrale wurde im gotischen Stil wieder aufgebaut, erfuhr aber infolge der häufigen Wiederaufbau- und Restaurierungsarbeiten, die die Erdbeben nötig machten, einige Änderungen. Die Capela do Santissimo ist mit Azulejos und vergoldetem Schnitzwerk verziert. Einige der Kreuzritter, die bei der Eroberung Silves gefallen waren, wurden in Sarkophagen im Innern der Kathedrale bestattet. Die Capela de Nossa Senhora dos Mártires in der Unterstadt soll von König Sancho I. eigens zu ihrem Gedenken erbaut worden sein. Die Kathedrale beherbergt außerdem das Grab von Dom João II., der im Jahr 1495 in Alvor starb sowie die Sarkophage der Bischöfe von Silves. Infolge des Erdbebens soll sich allein das manuelinische Portal aus dieser Zeit erhalten haben.
- In der Rua das Portas de Loulé befindet sich in einem modernen Gebäude um eine maurische Zisterne das Museú Municipal de Arqueologia, das Städtische Archäologische Museum, mit zahlreichen Exponaten von Menhiren bis zu Grabstellen aus der Eisenzeit, vom Paläolithikum bis zur maurischen Epoche, die hier ungewöhnlich gut präsentiert wird.
- An der östlichen Ortsausfahrt befindet sich das Kreuz von Portugal, ein ca. 3 m hohes Kreuz aus hellem Kalkstein mit spätgotischen und manuelinischen Motiven. Auf der einen Seite des Kreuzes ist Christus dargestellt, auf der anderen Seite eine Pieta. Man vermutet, es sei im 15. Jahrhundert entstanden, die genaue Herkunft ist jedoch unbekannt.
- Ponte Velha, römische Brücke südlich des Ortes

## Verwaltung

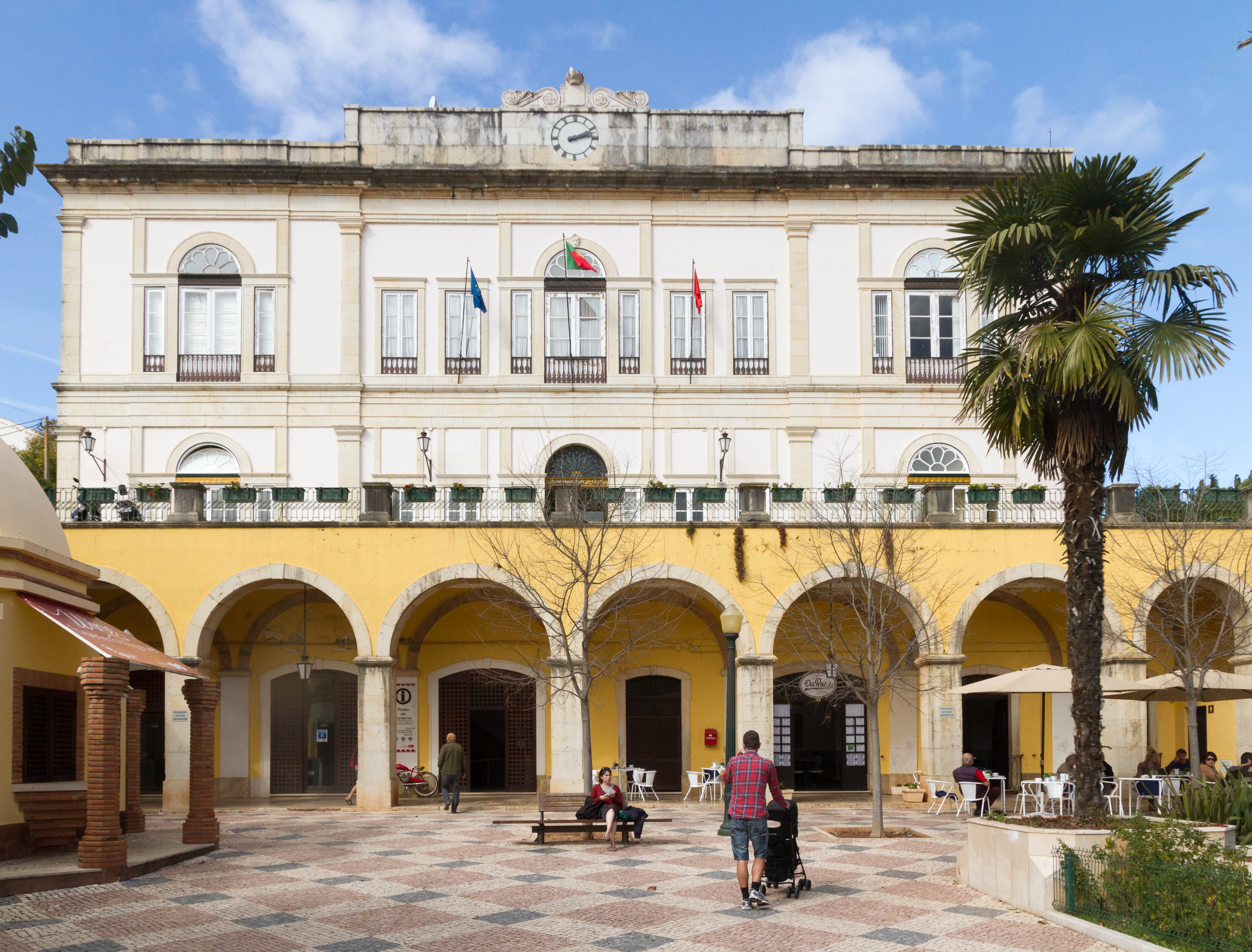
Das Rathaus von Silves

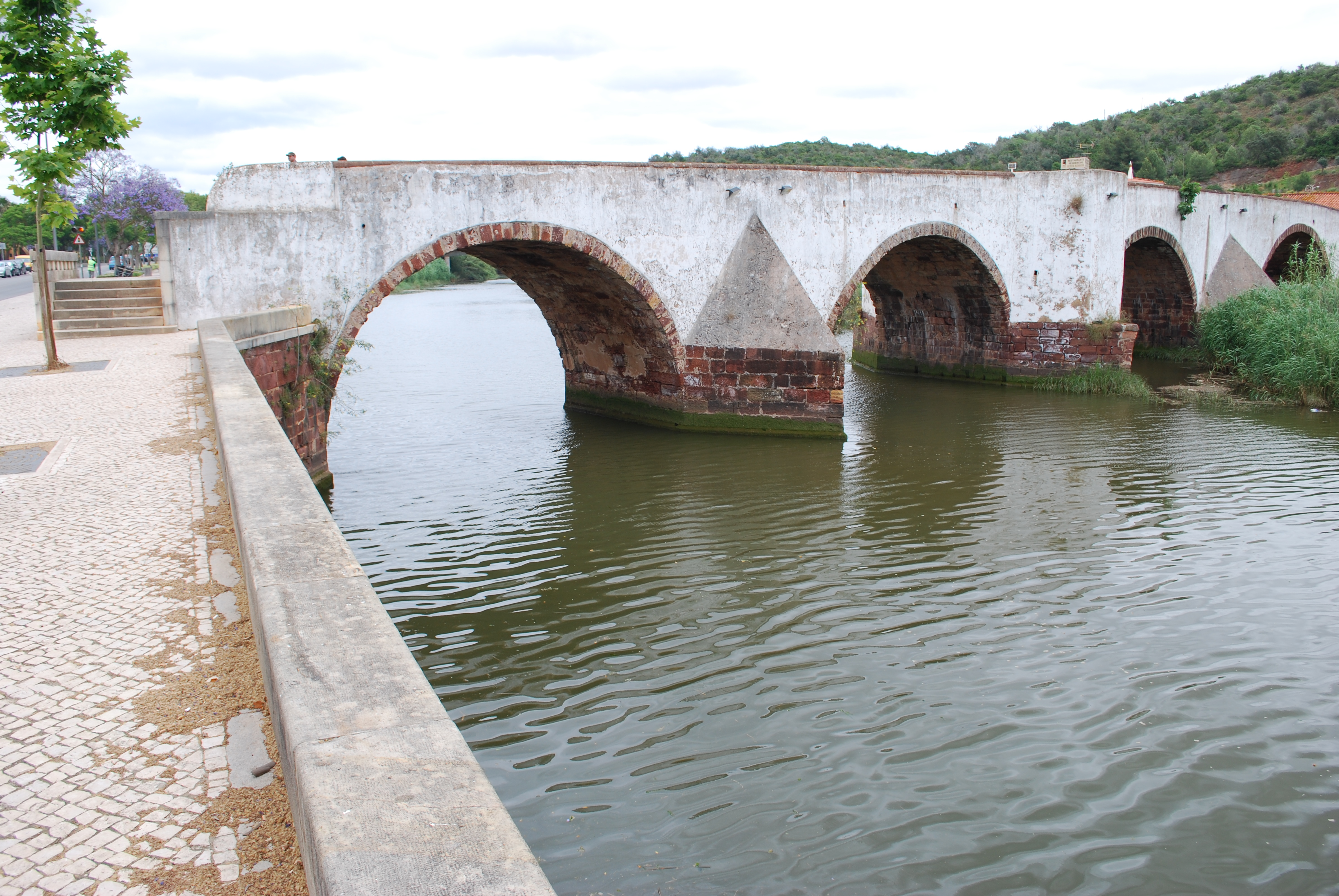
Römische Brücke über den Rio Arade

### Kreis
Silves ist Verwaltungssitz eines gleichnamigen Kreises. Die Nachbarkreise sind (im Uhrzeigersinn im Norden beginnend): Ourique, Almodôvar, Loulé, Albufeira, Lagoa, Portimão, Monchique und Odemira.
Mit der Gebietsreform im September 2013 wurden mehrere Gemeinden zu neuen Gemeinden zusammengefasst, sodass sich die Zahl der Gemeinden von zuvor acht auf sechs verringerte.
Die folgenden Gemeinden (freguesias) liegen im Kreis Silves:

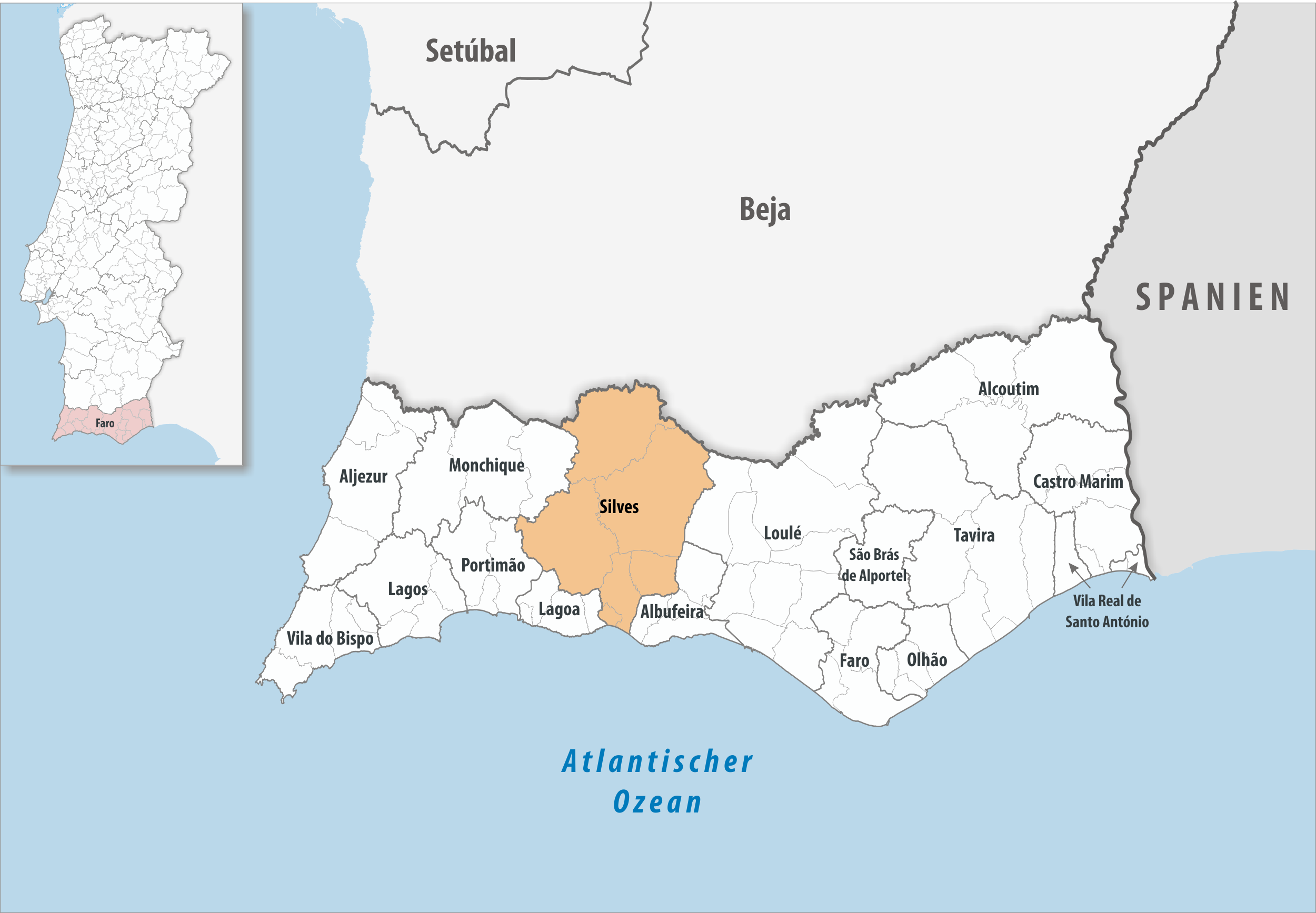
Kreis Silves

| Gemeinde                   | Einwohner (2021) | Fläche km² | Dichte Einw./km² | LAU- Code |
| -------------------------- | ---------------- | ---------- | ---------------- | --------- |
| Alcantarilha e Pêra        | 4.995            | 46,26      | 108              | 081309    |
| Algoz e Tunes              | 6.837            | 44,88      | 152              | 081310    |
| Armação de Pêra            | 6.003            | 7,99       | 751              | 081303    |
| São Bartolomeu de Messines | 8.157            | 239,87     | 34               | 081305    |
| São Marcos da Serra        | 1.113            | 166,07     | 7                | 081306    |
| Silves                     | 10.661           | 174,99     | 61               | 081307    |
| Kreis Silves               | 37.766           | 680,06     | 56               | 0813      |

### Bevölkerungsentwicklung
| Einwohnerzahl im Kreis Silves (1801–2011) | Einwohnerzahl im Kreis Silves (1801–2011) | Einwohnerzahl im Kreis Silves (1801–2011) | Einwohnerzahl im Kreis Silves (1801–2011) | Einwohnerzahl im Kreis Silves (1801–2011) | Einwohnerzahl im Kreis Silves (1801–2011) | Einwohnerzahl im Kreis Silves (1801–2011) | Einwohnerzahl im Kreis Silves (1801–2011) | Einwohnerzahl im Kreis Silves (1801–2011) | Einwohnerzahl im Kreis Silves (1801–2011) |
| ----------------------------------------- | ----------------------------------------- | ----------------------------------------- | ----------------------------------------- | ----------------------------------------- | ----------------------------------------- | ----------------------------------------- | ----------------------------------------- | ----------------------------------------- | ----------------------------------------- |
| 1801                                      | 1849                                      | 1900                                      | 1930                                      | 1960                                      | 1981                                      | 1991                                      | 2001                                      | 2011                                      |                                           |
| 10.509                                    | 15.509                                    | 29.598                                    | 34.461                                    | 33.368                                    | 31.389                                    | 32.924                                    | 33.830                                    | 37.126                                    |                                           |

### Städtepartnerschaften
- Marokko: Marrakesch (Kooperationsabkommen)
- Brasilien: Aquiraz im Bundesstaat Ceará[13]

## Verkehr
Der Ort ist über die Bahnstrecke Linha do Algarve mit Lagos, Faro und Vila Real de Santo António verbunden. Er ist fünf Kilometer über die Schnellstraße 124-1 von der Anschlussstelle Nr. 6 (Lagoa) der Autobahn A22 entfernt. Silves ist in das landesweite Busnetz der Rede Expressos eingebunden.

## Söhne und Töchter der Stadt
- Maryam bint Abī Yaʿqūb asch-Schilbī († 1020), arabische Poetin und Lehrerin
- Francisco Correa Netto (1644–?), Küster und Autor homoerotischer Briefe
- João de Deus (1830–1896), Lyriker und Pädagoge
- Ataíde Oliveira (1842–1915), Archäologe und Autor
- Fernando Augusto Pereira da Silva (1871–1943), Admiral, Kolonialverwalter und republikanischer Politiker, Marineminister 1923–1926
- João Vitorino Mealha (1875–1946), Jurist und Politiker
- Corina Freire (1897–1975), Opernsängerin und Schauspielerin
- Maria Keil (1914–2012), Malerin
- João Lourenço (1917–1998), Radrennfahrer
- Amélia Veiga (* 1932), angolanische Lyrikerin und Hochschullehrerin
- Maria Cavaco Silva (* 1938), Literaturwissenschaftlerin, Gattin des Staatspräsidenten Aníbal Cavaco Silva

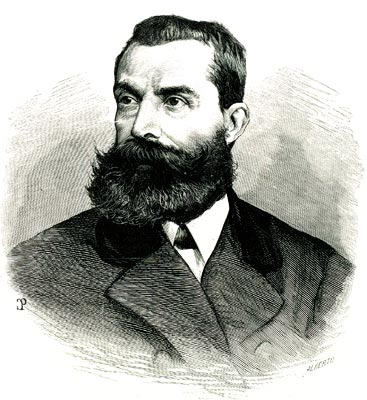
João de Deus de Nogueira Ramos
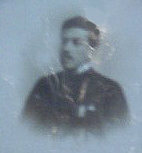
João Vitorino Mealha
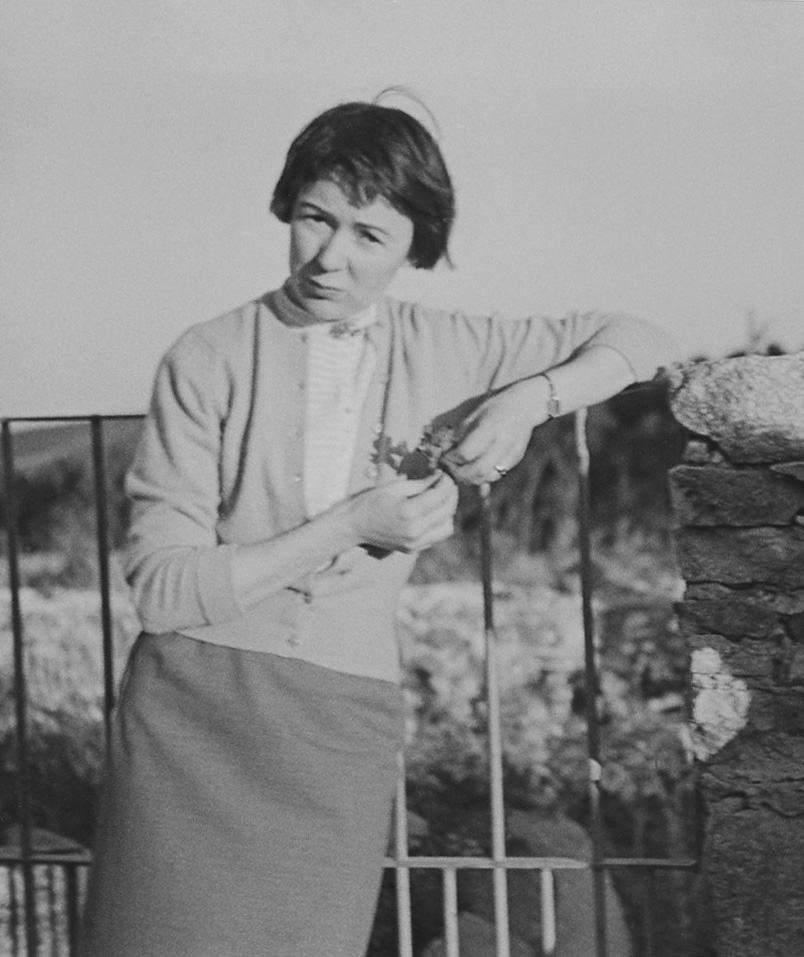
Maria Keil (1955)
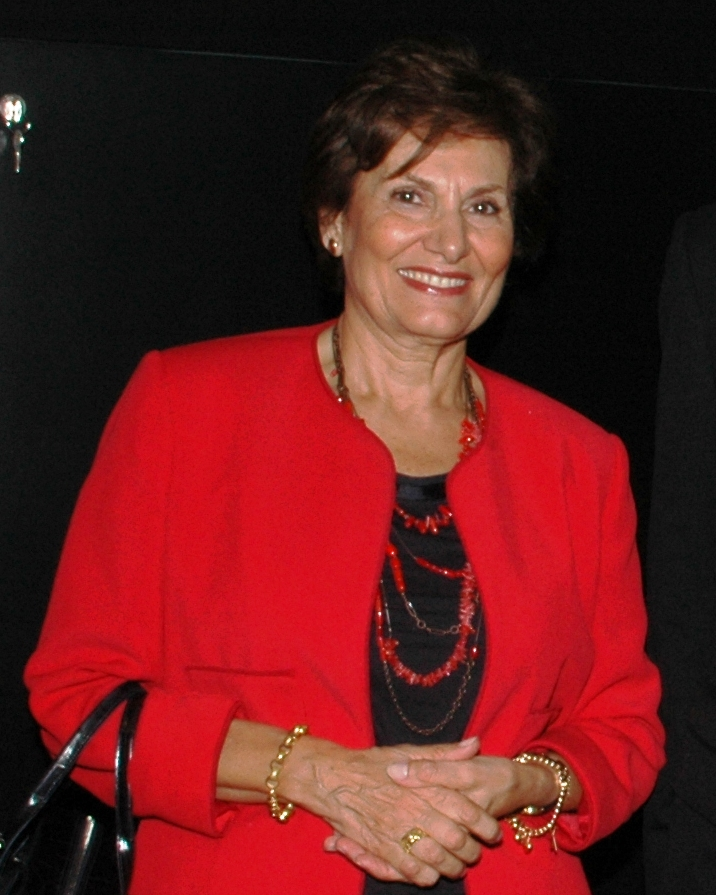
Maria Cavaco Silva (2006)